# Дейлис-Кросс

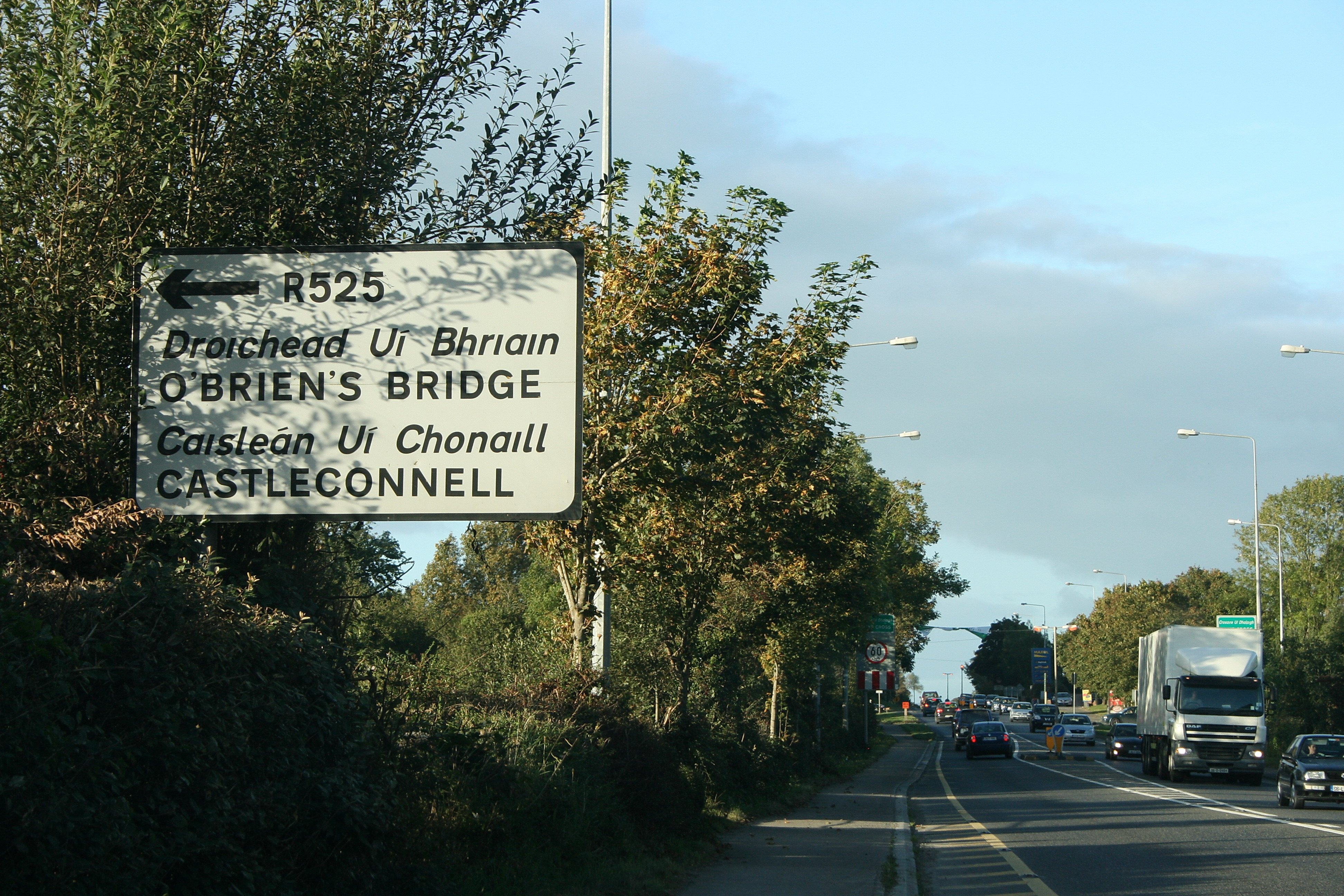

Дейлис-Кросс (англ. Daly's Cross; ирл. Crosaire Uí Dhalaigh) — деревня в Ирландии, находится в графстве Лимерик (провинция Манстер) у пересечения дорог N7 и R525.
Близлежащая железнодорожная станция была открыта 8 августа 1858 года.